# Okręg wyborczy nr 5 do Senatu Rzeczypospolitej Polskiej (2001–2011)
Okręg wyborczy nr 5 do Senatu Rzeczypospolitej Polskiej obejmował w latach 2001–2011 obszar miast na prawach powiatu Grudziądza, Torunia i Włocławka oraz powiatów aleksandrowskiego, brodnickiego, chełmińskiego, golubsko-dobrzyńskiego, grudziądzkiego, lipnowskiego, radziejowskiego, rypińskiego, toruńskiego, wąbrzeskiego i włocławskiego (województwo kujawsko-pomorskie). Wybierano w nim 3 senatorów na zasadzie większości względnej.
Powstał w 2001, jego obszar należał wcześniej do okręgów obejmujących województwa toruńskie i włocławskie. Zniesiony został w 2011, na jego obszarze utworzono nowe okręgi nr 11, 12 i 13.
Siedzibą okręgowej komisji wyborczej był Toruń.

## Reprezentanci okręgu
| Rok  | Senator komitet wyborczy                     | Senator komitet wyborczy                                           | Senator komitet wyborczy                     | Senator komitet wyborczy                                           | Senator komitet wyborczy                     | Senator komitet wyborczy                                        |
| ---- | -------------------------------------------- | ------------------------------------------------------------------ | -------------------------------------------- | ------------------------------------------------------------------ | -------------------------------------------- | --------------------------------------------------------------- |
| 2001 |                                              | Ryszard Jarzembowski KKW Sojusz Lewicy Demokratycznej – Unia Pracy |                                              | Krystyna Sienkiewicz KKW Sojusz Lewicy Demokratycznej – Unia Pracy |                                              | Marian Żenkiewicz KKW Sojusz Lewicy Demokratycznej – Unia Pracy |
| 2005 |                                              | Józef Łyczak Prawo i Sprawiedliwość                                |                                              | Andrzej Person Platforma Obywatelska RP                            |                                              | Michał Wojtczak Platforma Obywatelska RP                        |
| 2007 |                                              | Jan Wyrowiński Platforma Obywatelska RP                            |                                              | Andrzej Person Platforma Obywatelska RP                            |                                              | Michał Wojtczak Platforma Obywatelska RP                        |
| 2011 | okręg zniesiony, patrz okręgi nr 11, 12 i 13 | okręg zniesiony, patrz okręgi nr 11, 12 i 13                       | okręg zniesiony, patrz okręgi nr 11, 12 i 13 | okręg zniesiony, patrz okręgi nr 11, 12 i 13                       | okręg zniesiony, patrz okręgi nr 11, 12 i 13 | okręg zniesiony, patrz okręgi nr 11, 12 i 13                    |

## Wyniki wyborów
Symbolem „●” oznaczono senatorów ubiegających się o reelekcję.

### Wybory parlamentarne 2001
| Kandydat                                              | Kandydat              | Komitet wyborczy                                                                                  | Głosów  |
| ----------------------------------------------------- | --------------------- | ------------------------------------------------------------------------------------------------- | ------- |
|                                                       | Ryszard Jarzembowski● | KKW Sojusz Lewicy Demokratycznej – Unia Pracy                                                     | 115 621 |
|                                                       | Krystyna Sienkiewicz  | KKW Sojusz Lewicy Demokratycznej – Unia Pracy                                                     | 105 154 |
|                                                       | Marian Żenkiewicz●    | KKW Sojusz Lewicy Demokratycznej – Unia Pracy                                                     | 100 236 |
|                                                       | Jan Hofman            | Samoobrona Rzeczpospolitej Polskiej                                                               | 56 042  |
|                                                       | Jacek Murawski        | Liga Polskich Rodzin                                                                              | 51 754  |
|                                                       | Marian Filar          | KWW Blok Senat 2001                                                                               | 51 611  |
|                                                       | Marek Ostrowski       | Samoobrona Rzeczpospolitej Polskiej                                                               | 49 107  |
|                                                       | Stefania Ćwik         | Polskie Stronnictwo Ludowe                                                                        | 40 229  |
|                                                       | Wanda Samborska       | Polskie Stronnictwo Ludowe                                                                        | 36 860  |
|                                                       | Janusz Strześniewski  | KWW Blok Senat 2001                                                                               | 35 298  |
|                                                       | Marek Smoczyk         | KWW Blok Senat 2001                                                                               | 31 206  |
|                                                       | Józef Mitura          | Polska Unia Gospodarcza                                                                           | 24 641  |
|                                                       | Jerzy Kopaczewski●    | Polska Partia Socjalistyczna                                                                      | 23 925  |
|                                                       | Henryk Kierzkowski    | KWW Kierzkowskiego Henryka Niezależnego Kandydata na Senatora do Senatu Rzeczypospolitej Polskiej | 16 936  |
|                                                       | Ada Tokarska          | Forum Emerytów i Rencistów                                                                        | 11 147  |
| Frekwencja: 42,63% Źródło: Państwowa Komisja Wyborcza |                       |                                                                                                   |         |

*Ryszard Jarzembowski i Jerzy Kopaczewski reprezentowali w Senacie IV kadencji (1997–2001) województwo włocławskie, Marian Żenkiewicz był wcześniej przedstawicielem województwa toruńskiego.

### Wybory parlamentarne 2005
| Kandydat                                              | Kandydat              | Komitet wyborczy                    | Głosów |
| ----------------------------------------------------- | --------------------- | ----------------------------------- | ------ |
|                                                       | Józef Łyczak          | Prawo i Sprawiedliwość              | 81 864 |
|                                                       | Andrzej Person        | Platforma Obywatelska RP            | 58 662 |
|                                                       | Michał Wojtczak       | Platforma Obywatelska RP            | 57 325 |
|                                                       | Marek Orkiszewski     | Liga Polskich Rodzin                | 51 754 |
|                                                       | Kamil Matuszewski     | Liga Polskich Rodzin                | 43 911 |
|                                                       | Krystyna Sienkiewicz● | Sojusz Lewicy Demokratycznej        | 43 543 |
|                                                       | Władysław Przybysz    | Samoobrona Rzeczpospolitej Polskiej | 42 959 |
|                                                       | Artur Piotrowicz      | Samoobrona Rzeczpospolitej Polskiej | 39 357 |
|                                                       | Ryszard Jarzembowski● | Sojusz Lewicy Demokratycznej        | 38 864 |
|                                                       | Antoni Gabański       | Samoobrona Rzeczpospolitej Polskiej | 34 714 |
|                                                       | Jan Nowicki           | Partia Demokratyczna – demokraci.pl | 32 773 |
|                                                       | Janusz Dzięcioł       | KWW Porozumienie Obywatelskie       | 28 549 |
|                                                       | Jan Kowarowski        | Sojusz Lewicy Demokratycznej        | 24 848 |
|                                                       | Ryszard Szczepański   | Socjaldemokracja Polska             | 15 529 |
|                                                       | Marian Ochociński     | Socjaldemokracja Polska             | 13 881 |
|                                                       | Piotr Kurowski        | Dom Ojczysty                        | 11 750 |
|                                                       | Bartłomiej Kołodziej  | Centrum                             | 10 982 |
|                                                       | Barbara Cieślak       | Polska Partia Narodowa              | 9130   |
| Frekwencja: 35,68% Źródło: Państwowa Komisja Wyborcza |                       |                                     |        |

### Wybory parlamentarne 2007
| Kandydat                                              | Kandydat             | Komitet wyborczy                      | Głosów  |
| ----------------------------------------------------- | -------------------- | ------------------------------------- | ------- |
|                                                       | Andrzej Person●      | Platforma Obywatelska RP              | 115 650 |
|                                                       | Jan Wyrowiński       | Platforma Obywatelska RP              | 112 966 |
|                                                       | Michał Wojtczak●     | Platforma Obywatelska RP              | 103 087 |
|                                                       | Krzysztof Grządziel  | KKW Lewica i Demokraci SLD+SDPL+PD+UP | 83 061  |
|                                                       | Joanna Zakrzewska    | Prawo i Sprawiedliwość                | 83 040  |
|                                                       | Józef Łyczak●        | Prawo i Sprawiedliwość                | 82 243  |
|                                                       | Paweł Jańkiewicz     | Prawo i Sprawiedliwość                | 79 972  |
|                                                       | Krystyna Sienkiewicz | KKW Lewica i Demokraci SLD+SDPL+PD+UP | 63 776  |
|                                                       | Jerzy Kopaczewski    | KKW Lewica i Demokraci SLD+SDPL+PD+UP | 57 937  |
|                                                       | Krzysztof Baranowski | Polskie Stronnictwo Ludowe            | 47 263  |
|                                                       | Zygmunt Sosnowski    | Polskie Stronnictwo Ludowe            | 34 761  |
|                                                       | Paweł Zgórzyński     | Polskie Stronnictwo Ludowe            | 33 974  |
|                                                       | Dariusz Górski       | Samoobrona Rzeczpospolitej Polskiej   | 15 707  |
|                                                       | Grzegorz Biernacki   | Samoobrona Rzeczpospolitej Polskiej   | 15 462  |
|                                                       | Sławomir Urtnowski   | Narodowe Odrodzenie Polski            | 4 330   |
| Frekwencja: 48,13% Źródło: Państwowa Komisja Wyborcza |                      |                                       |         |